# Ali Campbell
Ali Campbell, właśc. Alistair Ian Campbell (ur. 15 lutego 1959 w Birmingham) – brytyjski wokalista, gitarzysta, kompozytor, autor tekstów, były lider grupy reggae UB40. Brat Robina Campbella, gitarzysty UB40 i syn szkockiego piosenkarza folkowego Iana Campbella. Od 1977 do 2008 był głównym wokalistą UB40 i nagrał z tą formacją 18 studyjnych longplayów. 24 stycznia 2008 oświadczył, że zamierza odejść z UB40, decydując się na karierę solową.

## Dyskografia

### Albumy
- Big Love (1995)
- Running Free (2007)
- Flying High (2009)
- Great British Songs (2010)

### Single
- That Look In Your Eye (1995)
- You Can Cry On My Shoulder (1995) (tylko w Japonii)
- Let Your Yeah Be Yeah (1995)
- Something Stupid (1995) (z Kibibi Campbell)
- Hold Me Tight (2007)
- Would I Lie To You (2007) (z Bitty McLean)
- Running Free (2008) (z Beverly Knight)
- Out From Under (2009)